# Захаров, Андрей Аркадьевич
Андре́й Арка́дьевич Заха́ров (род. 28 февраля 1967, Ростов) — советский и российский художник-пейзажист, импрессионист, пленэрист, заслуженный художник России, академик РАХ (2018).

## Биография
Родился в семье госслужащих. С пяти лет начал ходить в художественную школу. Прадед Захар Ржевский был художником-самоучкой.
В 1981 году поступил в Федоскинскую школу миниатюрной живописи, учился в Ярославском художественном училище (1984—1987). После окончания учёбы художник прошёл службу в рядах Советской Армии в 179-м учебном центре войск связи в Полтаве.
Наибольшее влияние на творчество, по самого художника, оказали первый преподаватель, мастер по эмали Александр Алексеев и профессор Московского художественного института В. И. Сурикова Вячеслав Забелин.
В 1985 году, будучи студентом, принял участие в Ярославской областной художественной выставке с работой «Портал церкви Воскресения в Ростове Великом». С 1991 года участвует в различных республиканских и международных выставках. В 1993 был принят в члены Союза художников России.
Участник выставок в России, Польше, Венгрии, Черногории, Италии, Греции, Франции, Германии и Китае.
В июле 2011 года в Костроме прошла персональная выставка. В феврале 2024 года открылась персональная галерея художника в Москве на Чистопрудном бульваре.

## Личная жизнь
Жена — Марина Захарова, также профессиональный художник. В браке родилась дочь Полина, ныне галерист.

## Звания и награды
- Орден Дружбы (21 сентября 2022 года) — за большой вклад в развитие отечественной культуры и искусства, многолетнюю плодотворную деятельность[4].
- Заслуженный художник Российской Федерации (10 декабря 2007 года) — за заслуги в области изобразительного искусства[5].
- Золотая медаль Российской академии художеств (2014).
- Серебряная медаль Российской академии художеств (2009).
- «Золотая медаль» Творческого союза художников России (2007).
- Лауреат премии Центрального федерального округа в области литературы и искусства (2007).
- Академик Российской академии художеств (2018).
- Член Международного художественного фонда (2009).
- Член Творческого союза художников России (2000).
- Член Союза художников России (1993).
- Медаль «Достойному» (2015).
- Лауреат IX конкурсной выставки имени В. Попкова (2012).
- Медаль губернатора Костромской области «Признание за заслуги в развитии культуры и искусства, сохранении и приумножении историко-культурного наследия на территории Костромской области» (2011).
- Диплом II степени, за участие в выставке-конкурсе «Отражение» (2009).

## Выставки

### 2015
- «Свободные грани русского импрессионизма», Российская академия художеств, Москва
- «Русский север», Государственный художественный музей, Ханты-Мансийск
- «70 лет Великой Победы», Керчь, Крым
- «Весна в Вятском», Культурно-выставочный комплекс «Вятское», Ярославская область
- «Пленэрный центр», муниципальный зал им. Нужина, Ярославль
- «Родное и близкое», групповая выставка памяти В. Забелина, Московский союз художников, Москва

### 2016
- «Свободные грани русского импрессионизма», Galerie BM, Карловы Вары, Чехия
- «Русский север», Федеральная налоговая инспекция, Кострома
- «Рождественский Вернисаж», культурно-выставочный комплекс «Вятское», Ярославская область
- «Ретроспектива», Союз художников России, Кострома
- «Живописная Россия», Международная передвижная выставка, Харбин, Китай, Российская академия художеств, Москва
- «Сербские пленэры», Международная академическая выставка, Сомбор, Сербия
- «По Некрасовским местам», Культурно-выставочный комплекс «Вятское», Ярославская область
- «Музыка красок», представительство администрации президента России, Нижняя Ореанда, Крым
- «Весеннее настроение», Федеральная служба безопасности, Кострома

### 2017
- «Ретроспектива», Союз художников России, Кострома
- «Времена года», Международный художественный фонд, Москва
- «Импрессионизм пленэра», Художественная школа им. Куприянова, Кострома
- «Русский импрессионизм Андрея Захарова», Костромской государственный историко-архитектурный и художественный музей-заповедник, Кострома
- «Юбилейная», администрация Костромской области, Кострома
- «Свободные грани русского импрессионизма», Государственный музей-заповедник «Ростовский Кремль», Ростов Великий
- «Лики России», Республиканская выставка союза художников России, Архангельск
- «Магия морского пейзажа», Центр науки и культуры, Прага, Чехия
- «По золотому кольцу России», Межобластная выставка, Ярославль
- «К своему берегу», администрация Костромской области, Кострома
- «Музыка красок», представительство администрации президента России, Ялта, Крым
- Групповая выставка костромских художников, Совет Федерации России, Москва
- «Чеченские пленэры», Союз художников России, Чебоксары
- «Пленэрный центр», концертно-выставочный центр «Милениум», Ярославль
- «Свободные грани русского импрессионизма», «Арт тест 2017»[источник не указан 187 дней], Прага, Чехия
- «По Чечне», музей Ахмат-Хаджи Кадырова, Грозный, Чечня
- «Осень в Мышкине», городской дом культуры, Мышкин, Ярославская область
- «Пленэр в Китае», Янгчун, Китай
- «Осеннее настроение», администрация Костромской области, Кострома

### 2018
- «Свободные грани русского импрессионизма», галерея «Маер-арт», Москва
- Выставочный зал КЗЦ «Миллениум», Ярославль
- «Свободные грани русского импрессионизма», Музей пейзажа, Плес, Ивановская область
- «VIII Международный арт-фестиваль», Вэйфан, Китай
- «Алтайские горизонты», село Сростки, Алтайский край
- «VII Международный пленэр Россия-Швейцария», Плес, Ивановская область
- «Международная выставка», Харбин, Китай
- «Гороховецкие пленэры», Гороховец, Владимирская область

### 2019
- Свободные грани русского импрессионизма, «Дом Озерова», Коломна, Московская область
- «Арт пространство», Кострома
- «Свободные грани русского импрессионизма», Картинная галерея им. Н. А. Некрасова, село Вятское, Ярославская область
- «Два академика — две эпохи», Романовский музей Костромской государственный историко-архитектурный музей-заповедник, Кострома
- «Чебоксары-город на Волге», Чебоксары
- «VIII Международный пленэр Россия-Испания», Плес, Ивановская область
- «Крым наш», областной выставочный зал, Орел
- «75 лет Костромскому союзу художников», муниципальная художественная галерея, Кострома
- «Международный пленэр Россия-Швейцария», Эльгэнберг, Швейцария
- XII Межрегиональная выставка «Художники центральных областей России», Липецк
- «75 лет победе», Музей современного искусства, Ярославль
- «5 Международный пленэр», село Вятское Ярославская область
- «145 лет Ефиму Честнякову», Костромская областная дума, Кострома

### 2020
- «Русский север», музей Благовещенская старина, Череповец
- «Областная художественная выставка № 26», Костромской художественный музей
- «Белое на белом», администрация Костромской области
- «Осенний вернисаж», администрация костромской области
- Выставка-ярмарка «Понаехали», Экспофорум, Санкт-Петербург
- 6 Всероссийский пленэр", село Вятское, Ярославская область
- Романовский музей, «Костромской государственный историко-архитектурный музей-заповедник», выставка «Два академика — две эпохи», Кострома

### 2021
- Музей «Благовещенская старина», выставка «Русский север», Череповец
- Всероссийская ярмарка современного искусства «Арт-Пермь», Пермь
- Всероссийский пленэр «Импрессионисты. Костромские сезоны», Кострома
- 7-й Всероссийский пленэр, село Вятское, Ярославская область